# Сенто
Сенто́ (фр. Cintheaux) — коммуна во Франции, находится в регионе Нижняя Нормандия. Департамент коммуны — Кальвадос. Входит в состав кантона Бретвиль-сюр-Лез. Округ коммуны — Кан.
Код INSEE коммуны — 14160.

## Население
Население коммуны на 2010 год составляло 188 человек.
| 1962 | 1968 | 1975 | 1982 | 1990 | 1999 | 2010 |
| ---- | ---- | ---- | ---- | ---- | ---- | ---- |
| 190  | 172  | 159  | 161  | 172  | 180  | 188  |

## Экономика
В 2010 году среди 131 человека трудоспособного возраста (15—64 лет) 96 были экономически активными, 35 — неактивными (показатель активности — 73,3 %, в 1999 году было 77,2 %). Из 96 активных жителей работали 90 человек (47 мужчин и 43 женщины), безработных было 6 (1 мужчина и 5 женщин). Среди 35 неактивных 12 человек были учениками или студентами, 16 — пенсионерами, 7 были неактивными по другим причинам.